# なでしこ (アイドル)
なでしこ（1996年12月27日 - ）は、日本の女性アイドル。女性アイドルグループ・ヤなことそっとミュートの元メンバー。meltiaの元メンバー。DCG ENTERTAINMENT所属。東京都出身。

## 略歴
2014年10月、原宿発ロリィタアイドル・meltiaの水木 なでしこ（みずき なでしこ）としてデビュー。2015年11月27日卒業。
卒業後、BELLRING少女ハート（ベルハー）のメンバー募集に応募するが落選。20歳になるまでにどこも受からなかったら、もうアイドルを受けることをやめようと思っていたが、2016年にタニヤマヒロアキをはじめとするベルハー楽曲制作チーム（DCG.LLC）が新たに始めるアイドルグループのオーディションに応募し合格。同年6月18日ヤなことそっとミュート初ライブ。
2020年11月1日放送『関ジャム 完全燃SHOW』（テレビ朝日）にて、「令和アイドル界スゴいボーカリスト10人」に選ばれた。2022年6月26日、「YSM SIX TOUR FINAL」（CLUB CITTA'）をもって現体制での活動を終了、脱退。

## 人物・エピソード
父親がモーニング娘。から地下アイドルまで網羅する現役のアイドルファンで、その影響で自身も幼少時からアイドル好きになった。
小日向麻衣（わんふぁす！プレイングプロデューサー、元drop・ナナランド）は高校時代の同級生でクラスも同じだった。生ハムと焼うどんの2人は高校の後輩で、初めて「生ハムと焼うどん」としてステージに立った学園祭でのライブを観ている。KATY（Haze、元ZOC）はmeltia時代の同僚である。
メンバーからは、「カワイくて、歌もダンスも上手で、しっかりしている。ちょいちょい天然的なところもありますけど、なにかと彼女に頼りがちです。」と評されている。

## ライブ・イベント
- pacio to 'npa pajamas (birthday) party（2016年6月5日、中目黒solfa）
- 第一回スナックしろくまのど自慢大会（2019年3月15日、新宿LOFT）
- おいでよ なでこひの森（2019年6月23日、渋谷カルチャーカルチャー）※小日向麻衣と共演
- 高円寺フェス2019（2019年10月26日、北口駅前広場 特設プロレスリング）※「ゆるキャラプロレス」ゲストMC
- ライブアイドルの現場から5 〜TIF2020総まとめ編〜（2020年10月7日、LOFT9 Shibuya）
- "南波一海のヒアヒア" ゲスト：なでしこさんの場合（2020年12月15日、Flowers Loft）
- なでしこ生誕アコースティックソロライブ&トーク（2020年12月27日、晴れたら空に豆まいて）
- #キャラフェス新型（にいがた）（2021年1月16日、朱鷺メッセ 新潟コンベンションセンター）
- Leo-Wonder Presents "Cosmic Loop" -Flora-（2021年3月27日、青山月見ル君想フ）
- なでフェス（2021年3月31日、渋谷WWW）
- "NaNoTaLk"vol.2（2021年10月6日、LOFT9 Shibuya）
- あつまれ！なでこひの森（2022年2月20日、Spotify O-nest）※本来2022年1月15日開催予定だったが延期
- 渋谷LOFT9アイドル倶楽部vol.33（2022年3月24日、LOFT9 Shibuya）